# Подболотная
Подболотная — деревня в Междуреченском районе Вологодской области.
Входит в состав Туровецкого сельского поселения, с точки зрения административно-территориального деления — в Туровецкий сельсовет.
Расстояние по автодороге до районного центра Шуйского — 50 км, до центра муниципального образования Туровца — 25 км. Ближайшие населённые пункты — Голуби, Кожухово, Селища.
По данным переписи в 2002 году постоянного населения не было.